# Cuauhtémoc Cárdenas
Pour les articles homonymes, voir Cárdenas et Solórzano (homonymie).
Cuauhtémoc Cárdenas Solórzano, né le 1er mai 1934 à Mexico, au Mexique, est un homme politique mexicain. 

## Biographie
Il est le fils du président Lázaro Cárdenas del Río et le père du gouverneur du Michoacán Lázaro Cárdenas Batel,.

### Fonctions politiques
Cuauhtémoc Cárdenas est sénateur de l'État du Michoacán de 1974 à 1980, puis gouverneur de ce même État de 1980 à 1986. Il gagne ces deux postes à la suite d'élections sous la bannière du PRI, dont il est membre jusqu'en 1987.
Ayant contribué à la formation d'un courant dissident (la Corriente Democrática) au sein du PRI en vue de démocratiser le mode de désignation du candidat à la présidentielle (qui est encore ces années-là désigné, plus ou moins officiellement, par le président mexicain en poste), il finit par se porter candidat en 1988 à la tête d'une coalition réunissant la gauche institutionnelle et les secteurs dissidents du PRI : le Frente Democrático Nacional. Contre toute attente sa candidature rassemble plus de 30 % des votes face au candidat priiste Carlos Salinas de Gortari. De très forts soupçons de fraude pèsent néanmoins jusqu'à aujourd'hui sur les résultats officiels : en effet, le président de la Commission Fédérale Électorale de l'époque, Manuel Bartlett Díaz, avait annoncé le report de l'annonce des résultats en raison d'une panne du système de comptage alors que Cuauhtémoc Cárdenas était en tête des résultats provisoires. La victoire est finalement attribuée au candidat officiel Carlos Salinas de Gortari, mais Cuauhtémoc Cárdenas ainsi que tous les candidats de l'opposition dénoncent les résultats et appellent à annuler le scrutin. Malgré les protestations, Carlos Salinas de Gortari prend ses fonctions de président du Mexique le 1er décembre 1988.

### Autres réalisations et projets
C'est dans le contexte de cette défaite et des manifestations populaires qui l'ont accompagné qu'il fonde le Parti de la révolution démocratique, qui devient l'un des trois principaux partis politiques du Mexique. Cuauhtémoc Cárdenas en devient le premier président, avant de se présenter une nouvelle fois à l'élection présidentielle de 1994. En compétition avec Ernesto Zedillo pour le PRI et Diego Fernández de Cevallos pour le PAN, il arrive en troisième position avec 17 % des voix. Trois ans plus tard en 1997, il se porte candidat à une élection hautement symbolique : la première élection au suffrage universel du maire de Mexico qu'il remporte largement avec 48 % des votes.
Il est candidat une troisième fois pour le PRD lors des élections fédérales de 2000. Avec seulement 16 % des suffrages, il est battu par Vicente Fox, le candidat du PAN, parti avec lequel il avait jusqu'alors été dans l'opposition au parti officiel. Il s'est depuis mis en retrait de la vie du parti, tout en y conservant une grande autorité morale.
En 2006, il n'est pas candidat, ayant laissé le leadership au sein du PRD à Andrés Manuel López Obrador. Il démissionne du parti avec éclat en novembre 2014 en raison du soutien apporté par le parti au maire d'Iguala, suspecté d'être impliqué dans l'affaire des enlèvements des étudiants.